# Media General
Media General est une entreprise de média basée à Richmond en Virginie aux États-Unis.

## Histoire
Elle est fondée en 1940 sous le nom de Richmond Newspapers. En 1969, elle est renommée Media General. Elle a acquis en 1982 The William B. Tanner Company, puis en 1996 Park Communications.
Le 17 mai 2012, Media General a vendu ses filiales présents dans la presse à Berkshire Hathaway pour 142 millions de dollars, à l'exception de The Tampa Tribune qui est vendue en octobre de la même année.
Elle a fusionné avec Young Broadcasting, le 6 juin 2013, gardant le nom Media General.
Le 21 mars 2014, Media General acquiert LIN Media pour 1,6 milliard de dollars.
En septembre 2015, Media General acquiert pour 2,34 milliards de dollars Meredith Corporation, créant un nouvel ensemble qui prend le nom de Meredith Media General. Les actionnaires de Media General détiendront 65 % du nouvel ensemble, contre 35 % pour ceux de Meredith. Le même mois, Nexstar Broadcasting rend publique une offre d'acquisition sur Media General de 4,1 milliards de dollars, reprise de dette incluse, offre incompatible avec l'offre de Media General sur Meredith Corporation, et qui montre que cette dernière offre est surement réalisée pour échapper à l'acquisition par Nexstar Broadcasting. En décembre 2015, l'offre de Nexstar est relevée à 4,6 milliards de dollars en comptant une reprise de dette, où 2,3 milliards de dollars sans cette dernière.